# Stanisław Klusek
Stanisław Klusek (ur. 1908 w Końskich, zm. 17 lutego 1980 tamże) – polski księgowy i polityk, poseł na Sejm PRL II i III kadencji.

## Życiorys
Uzyskał wykształcenie średnie, z zawodu księgowy. W 1927 wstąpił do Komunistycznego Związku Młodzieży Polski, a następnie w 1931 do Komunistycznej Partii Polski. W latach okupacji był działaczem Polskiej Partii Robotniczej i Gwardii Ludowej. Trafił do obozów koncentracyjnych Auschwitz i Buchenwald. Po uwolnieniu został I sekretarzem Komitetu Powiatowego PPR, a następnie KP Polskiej Zjednoczonej Partii Robotniczej w Końskich. Ponadto pełnił funkcję przewodniczącego prezydium Powiatowej Rady Narodowej. Należał do Związku Bojowników o Wolność i Demokrację. Pracował na stanowisku dyrektora Koneckich Zakładów Przemysłu Terenowego.
W 1957 i 1961 uzyskiwał mandat posła na Sejm PRL II i III kadencji z okręgu Końskie. W trakcie II kadencji zasiadał w Komisji Spraw Zagranicznych, a w III w Komisji Komunikacji i Łączności oraz w Komisji Przemysłu Lekkiego, Rzemiosła i Spółdzielczości Pracy.
Żonaty z Jadwigą (1917–1999), pochowany na cmentarzu parafialnym w Końskich.

## Odznaczenia
- Order Krzyża Grunwaldu III klasy,
- Order Sztandaru Pracy I klasy,
- Order Sztandaru Pracy II klasy,
- Krzyż Oficerski Orderu Odrodzenia Polski,
- Złoty Krzyż Zasługi,
- Krzyż Partyzancki,
- Medal Zwycięstwa i Wolności 1945,
- Odznaka „Za zasługi dla Kielecczyzny”.